# جعفرقلی‌خان سردار بهادر
جعفرقلی‌خان بختیاری (۱۲۵۸ منطقه بختیاری – ۹ فروردین ۱۳۱۳ زندان قصر) مشهور به سردار بهادر و سردار اسعد سوم، از رجال سیاسی و نظامی اواخر دوره قاجار و پهلوی اول بود. وی در آخرین سال‌های پادشاهی احمدشاه قاجار؛ در کابینه حسن مستوفی‌الممالک از ۱۲۹۶ تا ۱۲۹۷ و در کابینه رضاخان پهلوی از ۱۳۰۲ تا ۱۳۰۳ وزارت پست و تلگراف را برعهده داشت. او در دوران پهلوی در کابینه محمدعلی فروغی از ۱۳۰۴ تا ۱۳۰۵ و در کابینه مهدی‌قلی هدایت از ۱۳۰۶ تا ۱۳۱۳ برای ۲ دوره وزیر جنگ بود.
جعفرقلی‌خان از رؤسای ایل بختیاری، فرزند علیقلی خان سردار اسعد و از فاتحان تهران در جریان انقلاب مشروطه بود. وی در دوره پنجم مجلس شورای ملی به نمایندگی از منطقه بختیاری، در مجلس حضور داشت. جعفرقلی‌خان در سال ۱۳۱۳ درحالیکه هنوز وزارت جنگ را برعهده داشت، به دستور رضاشاه دستگیر شد و چندی بعد توسط پزشک احمدی در زندان قصر به قتل رسید.

## فتح تهران
جعفرقلی‌خان در سال ۱۳۲۳ ه‍.ق ملقب به سردار بهادر شد. پس از فتح اصفهان به وسیله صمصام‌السلطنه؛ عموی جعفرقلی‌خان، ۷۰۰ سوار بختیاری به سمت تهران روانه شدند. جعفرقلی‌خان از جمله کسانی بود، که در حمله سواران بختیاری به سمت تهران در سال ۱۳۲۷ ه‍. ق، فرماندهی اردوی چهارم بختیاری را به عهده داشت. فرماندهی کل سواران بختیاری نیز برعهده علیقلی خان سردار اسعد؛ پدر جعفرقلی‌خان بود.

## هیئت مدیره مشروطه
پس از پیروزی مشروطه خواهان و پناه بردن محمدعلی شاه، به سفارت روس و به قدرت رسیدن احمدشاه، جمعی از سران مشروطه، مجلس عالی را تشکیل دادند تا وضعیت کشور را مشخص سازند. پس از چندی این مجلس منحل شد و اداره امور انقلاب مشروطه به هیئت مدیره مشروطه اعطا شد؛ که نام‌هایی چون حسن تقی‌زاده، حسین‌خان نواب، محمدولی‌خان تنکابنی، جعفرقلی‌خان بختیاری، وثوق‌الدوله و حکیم الملک در فهرست هیئت مدیره، به چشم می‌خورد. وظایف این هیئت، اداره حکومت و کشور تا برگزاری انتخابات بود. از جمله کارهایی که در این هیئت مدیره انجام شد، دستور محاکمه و اعدام شیخ فضل‌الله نوری، مفاخرالملک و میرزا اسماعیل‌خان آجودان‌باشی بود.

## جنگ با ارشدالدوله و سالارالدوله
در ماه‌های نخست پس از فتح تهران و پیروزی مشروطه خواهان، محمدعلی میرزا با پشتیبانی مالی دولت روسیه، وارد ایران شد و به وسیلهٔ دو سپاه بزرگ که یکی تحت فرماندهی ارشدالدوله و سپاه دیگر که تعداد نیروهای بیشتری داشت نیز به فرماندهی برادر محمدعلی میرزا؛ سالارالدوله از سمت دیگر، با چند هفته اختلاف زمان، به آرامی به سمت پایتخت هجوم آورده بودند. جعفرقلی‌خان به همراه یپرم خان ارمنی، سردار ظفر بختیاری (عموی جعفرقلی‌خان)، نصیر خان سردار جنگ و یوسف خان امیر مجاهد (عموی دیگر وی) و تعدادی سوار بختیاری و مشروطه‌خواه، ابتدا به جنگ با ارشدالدوله در ورامین رفتند و او را شکست دادند.
سپس همراه تعداد زیادتری از سواران بختیاری، قزاق و مجاهدین مشروطه‌خواه، به جنگ خونین با سالارالدوله در اطراف بروجرد رفتند و درحالی که تعداد آن‌ها کمتر از نیروهای سالارالدوله و محمدعلی میرزا بود، توانستند سپاه آن‌ها را نیز شکست دهند.
پس از عزل محمدعلی شاه و به سلطنت رسیدن فرزندش احمدشاه، در اردبیل و مناطق شمال‌غربی کشور، شورشی از ناحیه شاهسون‌ها به وجود آمد. به همین جهت یپرم‌خان ارمنی و جعفرقلی‌خان به همراه ۴۰۰ سوار قزاق و مجاهد، برای سرکوبی شورشیان به مناطق شرقی آذربایجان فرستاده شدند، که پس از چندین ماه تعقیب و گریز، شورشیان سرکوب و سران آن‌ها برای محاکمه به تهران برده شدند. جعفرقلی‌خان در کتاب خاطرات خود، این واقعه را اینگونه شرح می‌دهد:
در سال ۱۳۲۷ سلطان احمدشاه به سلطنت نشسته، در این موقع ایلات خلخال، اردبیل، قراچه و زنجان قیام کردند. به همراه یپرم خان ارمنی برای تنبیه آن‌ها با ۲۰۰ مجاهد، ۲۰۰ قزاق و پشتیبانی توپخانه، حرکت کردیم. پس از ۹ ماه جنگ، تمام رؤسای اشرار دستگیر و قرآنی که مُهر کرده بودند، علیه مشروطیت، به دست آوردیم. تمام امضاءکننده‌ها را حبس، به تهران آوردم. آن قرآن اکنون در خانه من در جونقان است. یکصد و بیست نفر از رؤسا را حبس کردیم. نصف مهم را تهران و نصف دیگر را اردبیل حبس کردیم.

## حکومت کرمان و خراسان
جعفرقلی‌خان پس از سرکوبی شورشیان اردبیل و اهر، در سال ۱۳۳۸ ه‍.ق به حکومت کرمان منصوب شد و به مدت ۳ سال حاکم کرمان بود. او در سال ۱۳۴۱ ه‍.ق از جایگاه خود استعفاء داد. جعفرقلی‌خان در کتاب خاطراتش، علت خروج خود از کرمان را این‌طور شرح داده است:
خیال دارم انشاءالله آخر بهار استعفاء داده، حرکت کنم. اولأ حقوق ایالت یک هزار و دویست تومان شده است در ماه. در صورتی‌که مخارج من کمتر از ماهی چهار هزار تومان نیست. باید مبلغی ضرر کنم. دخل خارج هم ندارم، به این جهت مجبور از استعفاء خواهم شد. قرض زیادی هم دارم، که نمی‌توانم برای خدمت دولت، از جیبم ضرر کنم.
در زمان حکومت جعفرقلی‌خان در کرمان، اعتراضاتی نسبت به او شد. میرزا مرتضی کرمانی نماینده کرمان در مجلس او را متهم کرد که «پول‌های هنگفتی به نام حق‌الحکومه و به نام راه داری و به نام رشوه ازمردم می‌گیرد، سیزده الی چهارده هزار تومان به عنوان قراسورانی (پلیس راه) و سوار ایالتی می‌گیرد در حالتی که تمام طرق و شوارع کرمان دستخوش اشرار و سارقین فارس است و هیچ قافله‌ای جرأت عبور و مرور ندارد. معذالک هیئت دولت باز دو هزار تومان بر حقوق ایالتی کرمان می‌افزاید». میرزا مرتضی از نخست‌وزیر خواهان برکناری جعفرقلی‌خان شد و گفت: «بختیاری‌ها در هر کجا باشند تعدیات آنها چیزی نیست که بر کسی پوشیده باشد». قوام‌السلطنه نخست‌وزیر در پاسخ میرزا مرتضی گفت: «من از هیچ‌یک از اظهاراتی که ایشان (میرزا مرتضی) اظهار نمودند مسبوق نیستم و سردار اسعد را هم یکی از حکام صالح می‌دانم و تا حال هم هیچ شکایتی از او نرسیده».
جعفرقلی خان در سال ۱۳۰۱ ه‍.ش به تهران نقل مکان کرد و تیمورتاش به جای وی حاکم کرمان شد. رضاخان که در آن موقع وزیر جنگ بود، برای این که وی دوباره به حکومت ایالتی برسد، بسیار کوشش کرد و از دولت وقت خواست تا جعفرقلی‌خان را به عنوان حاکم خراسان بگمارند؛ ولی حکم انتصاب وی کمی تأخیر داشت. وی در این‌باره نوشته است:
امروز در ایران کار برای ۳ قسمت از مردم ممکن است: اول توسط خارجه که روس و انگلیس باشد. دویُم پول بدهد. سیُم داخل در دسته‌بندی باشد. بنده هیچ‌کدام از این سه نیستم، از این جهت کار من هنوز به تعویق افتاده است.
جعفرقلی‌خان در سال ۱۳۰۲ (برابر با ۱۳۴۱ ه‍.ق) به حکومت خراسان منصوب شد، ولی اندکی بعد استعفاء داد و بار دیگر به تهران مراجعت نمود.

## دوره پنجم مجلس شورای ملی
جعفرقلی‌خان پس از ورود به تهران، به نمایندگی از ایل بختیاری به دوره پنجم مجلس شورای ملی راه یافت. در آن دوران در مجلس بین نمایندگان طرفدار رضاخان و سید حسن مدرس که ریاست اقلیت مجلس را به عهده داشت، درگیری‌های فراوانی به وجود آمده بود. اما سردار اسعد چند ماه بیشتر در مجلس نماند و به کابینه رضاخان پیوست.

## وزارت پست و تلگراف
رضاخان در هشتم شهریور ۱۳۰۳ سرداراسعد را به عنوان وزیر پست و تلگراف به مجلس معرفی کرد. رضاخان سال بعد لایحه‌ای به مجلس داد که کلیه القاب نظامی‌ها لغو شود، به همین جهت نام جعفرقلی خان سردار اسعد بختیاری، به عنوان جعفرقلی اسعد بختیاری در شناسنامه‌اش ثبت شد.
یکی از اعمالی که جعفرقلی خان در دوران وزارت خود کرد، خلع سلاح کامل بختیاریها بود، که وی به حکم رضاخان، مسئول این کار شد و تلگرافی به تمام خوانین مقیم تهران فرستاد؛ عموم خوانین نیز مجبور به پذیرش این حکم شدند. ولی در منطقه بختیاری، این موضوع با مخالفت شدیدی از جانب عشایر مواجه شد و این قانون در عمل هیچ‌گاه به اجرا در نیامد.
در نخستین دولت دوران پادشاهی رضاشاه که محمدعلی فروغی تشکیل داد، جعفرقلی اسعد بختیاری در مقام وزارت پست و تلگراف ابقا شد.

## دوره پهلوی
در آن دوران، بعلت سن پائین احمدشاه، کشور عملأ در دست نخست‌وزیر وقت؛ رضاخان قرار داشت. سرانجام احمدشاه قاجار در سال ۱۳۰۴ ه‍.ش استعفاء داد. با آغاز دوره پهلوی نیز جعفرقلی‌خان همچنان در کابینه محمدعلی فروغی به‌عنوان وزیر پست و تلگراف حضور داشت.
پس از کنار رفتن کابینه ذکاءالملک و روی کار آمدن مستوفی‌الممالک، جعفرقلی‌خان، دیگر در کابینه جایی نداشت، ولی رضاخان او را از اطرافیان بسیار نزدیک خود کرد و در بیشتر سفرها همراه وی بود. به گفته مخبرالسلطنه:
سردار بهادر، تیمورتاش و تدین از «سینه زنان پای عَلَم جمهوریت و تغییر سلطنت» بودند.

## وزارت جنگ

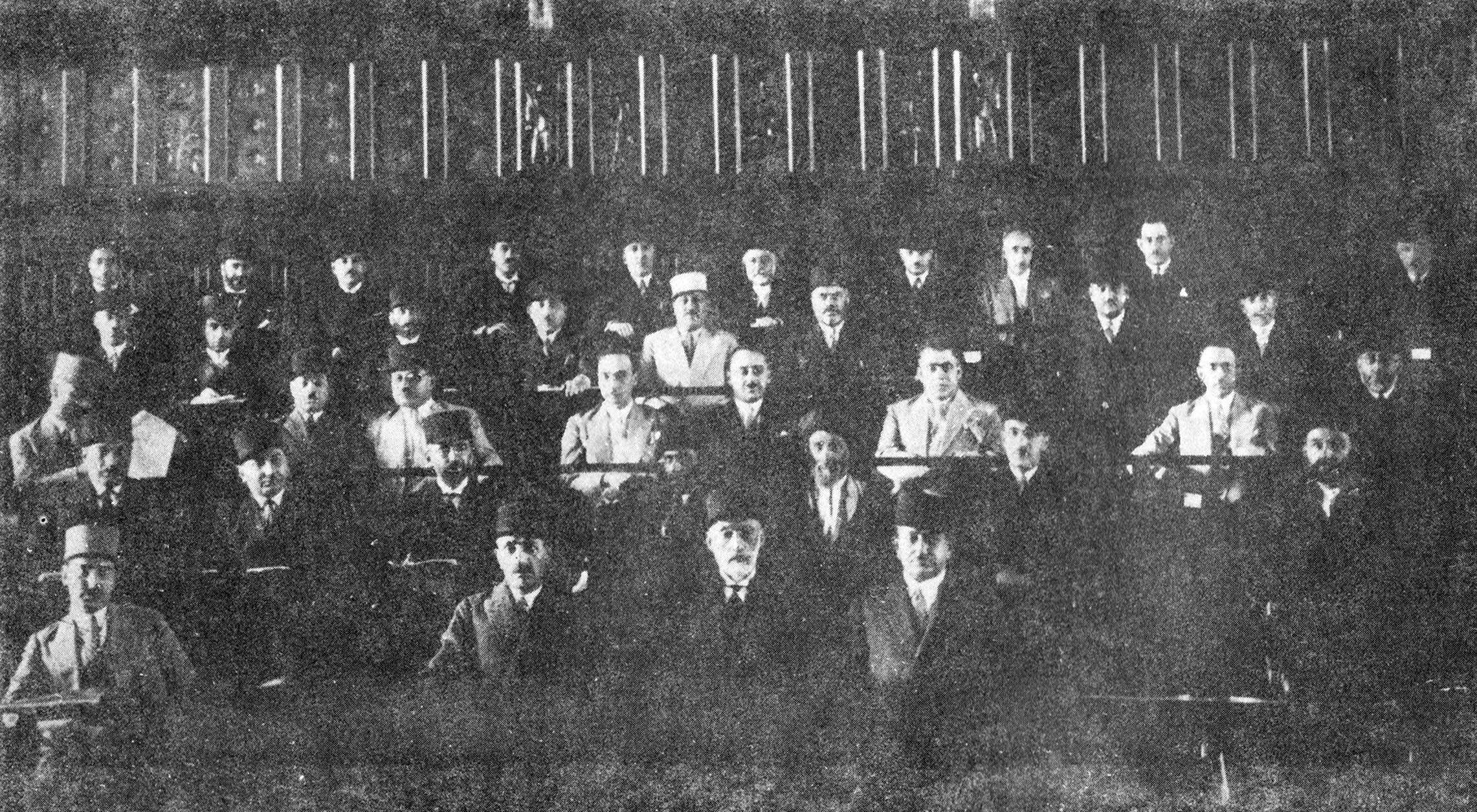
مهدی‌قلی هدایت در کنار جعفرقلی‌خان بختیاری و محمدعلی فرزین در مجلس شورای ملی

پس از استعفای مستوفی‌الممالک از نخست‌وزیری، در سال ۱۳۰۶ مهدی‌قلی هدایت به عنوان نخست‌وزیر، مسئول تشکیل کابینه شد. وی جعفرقلی‌خان را در یازدهم خرداد به عنوان وزیر جنگ همراه با دیگر اعضای کابینه‌اش به مجلس معرفی کرد. به این ترتیب پس از حدود یک سال دوری از مشاغل دولتی، جعفرقلی‌خان به وزارت بازگشت.
در همین سال، حزب جدیدی بنام ایران نو در کشور به وجود آمد، که ریاست آن به عهده شخص رضاشاه پهلوی بود. جعفرقلی‌خان نیز مانند بسیاری از وزرا و نمایندگان مجلس، به این حزب پیوست. این حزب در کمتر از ۶ ماه منحل شد. وی در این دوره از وزارت خود، به جهت بیماری همسرش؛ عزت‌السلطنه به آلمان سفر کرد و پس از حدود ۲ ماه به ایران بازگشت. جعفرقلی‌خان در کابینه محمدعلی فروغی نیز به عنوان وزیر جنگ حضور داشت.

## درگذشت

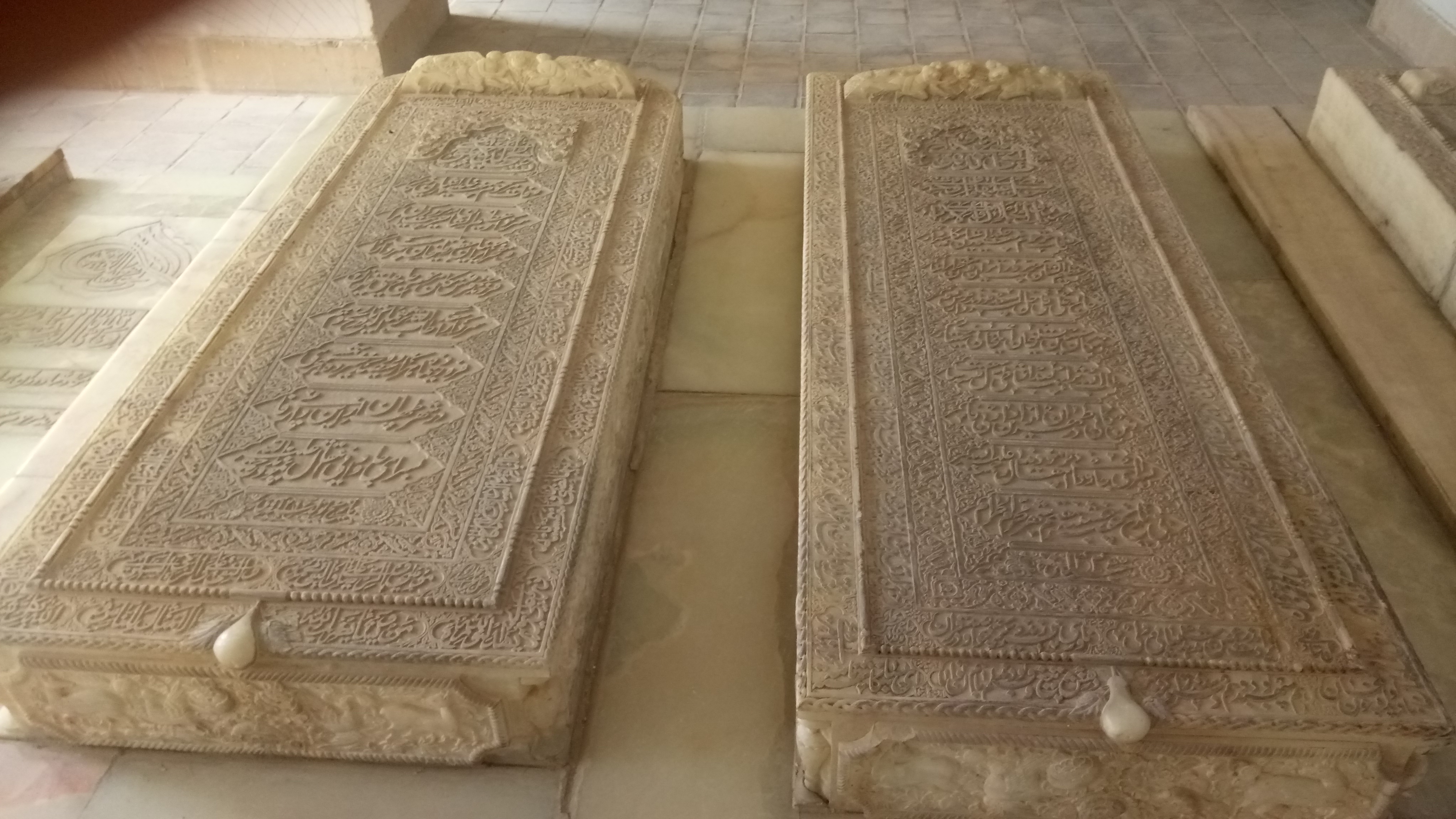
مدفن سردار بهادر در کنار پدرش سردار اسعد، تکیه بختیاری‌ها

در سال ۱۳۱۲ ه‍.ش سردار اسعد به عنوان وزیر جنگ، به همراه رضاشاه به شهر بابل رفت و ۲۶ آبان ۱۳۱۲ در آنجا به اتهام توطئه علیه شاه، دستگیر و تحت‌الحفظ به تهران برده شد و بلافاصله راهی زندان قصر گردید. پس از چند ماه، در زندان موقت، مسموم و به قتل رسید. در آن زمان سن وی ۵۵ سال بود. همزمان با دستگیری وی، تلگرافی از طرف ادیب السلطنه سمیعی رئیس دربار، بنا به دستور رضاشاه از مازندران به اداره کل نظمیه تهران، مخابره شد، که به این شرح بود:
ریاست اداره کل تشکیلات نظمیه حسب‌الامر مطاع مبارک ملوکانه ارواحنا فداه ابلاغ می‌نماید. چون بواسطه کشف سندی که شرکت جعفرقلی خان اسعد را با تیمورتاش در قضیه نفت می‌رساند و خودتان اطلاع دارید، مشارٌ‌الیه تحت توقیف آمده و اشخاص مفصله ذیل را فورأ توقیف نمائید: سردار اقبال، سردار فاتح، امان‌قلی‌خان ممسنی، سرتیپ‌خان بویراحمدی، شکرالله‌خان بویراحمدی و پسران سردار ظفر بختیاری و کلیه بختیاری‌هایی که در قضیه شرکت داشته‌اند. اسعد را فردا تحت‌الحفظ به وسیله نظمیه به مرکز می‌آورند. هر جا مقتضی است، او را حبس نمائید تا ترتیب محاکمه داده شود. رئیس دفتر مخصوص حسین
در ارتباط با بازداشت جعفرقلی خان، مخبرالسلطنه هدایت در کتاب خاطرات و خطرات خود می‌نویسد:
کار سردار اسعد، به محاکمه نکشید. گفته شد که محرمانه اسلحه به بختیاری وارد کرده است. بعدها در ملاقات از شاه شنیدم: بلی، می‌خواهند محمدحسن میرزا را بیاورند، شهوت‌رانی که از این بیشتر نمی‌شود بیش از این چیزی نفرمودند و معلوم بود که صحبت از اسعد است. من از سردار اسعد جز صمیمیت نسبت به پهلوی ندیدم و در نسبتی که به او دادند، تردید دارم. فرمایش شاه را، تا درجه سیاست می‌دانم.
بزرگ علوی نویسنده دوره رضاخان در کتاب ۵۳ نفر روایت جالبی از روزنامه خواندن خان بابای اسعد آورده است. در این کتاب نوشته:
خان بابای اسعد بخوبی می‌دانست که اخبار مربوط به جنگ چگونه زمامداران را می‌سوزاند. از این جهت به هر قیمتی بود روزنامه تهیه می‌کرد، زیر مطالبی از آن که بضرر حکومت و دولت رضاخان بود، خط می‌کشید و روزنامه را بوسیله آژان برای رئیس زندان می‌فرستاد. جای تعجب نیست. رئیس زندان از این حرکت او آتش می‌گرفت، ولی چه می‌توانست بکند؟ در سلول او را قفل کردند و کلید آن را پیش یک نفر صاحب منصب زندان گذاردند، باز روز بعد روزنامه ای برئیس زندان تحویل داد. بالاخره زندان مجبور شد تمام سوراخ‌های سلول او را گل بگیرد تا اینکه از رساندن روزنامه‌ها جلوگیری شود. خان بابای اسعد بالاخره به دست جلادان زندان کشته شد. این شهامت و دلیری‌های دیگر او هرگز فراموش نخواهد شد.
بازداشت جعفرقلی‌خان، ۴ ماه و نیم به‌طول انجامید و روز ۹ فروردین ۱۳۱۳ به طرز مشکوکی در سن ۵۴ سالگی درگذشت. روز پسین، جسدش را تحویل خانواده او دادند. پیکر وی در تکیه بختیاری در تخت فولاد اصفهان در کنار پدرش به خاک سپرده شد. پس از سقوط پهلوی اول و آغاز پادشاهی محمدرضاشاه، دادگاه دیوان عالی جنایی، در تاریخ ۳۰ بهمن ۱۳۲۲ پزشک احمدی را قاتل عمدی جعفرقلی‌خان سردار اسعد شناخت و وی را به اعدام محکوم کرد.

## یادگار در مجلس
پس از مرگ جعفرقلی‌خان، خانواده او فردی را مسئول کارهای مالی‌شان کردند که بخشی از اثاثیه بر جای مانده از جعفرقلی خان را نیز بفروشد. از جمله این‌ها، یک مجسمه فرشته، یک مجسمه شیر، یک پایه چراغ و یک میز مشکی موزاییک بودند که مجلس شورای ملی به بهای هزار و چهارصد تومان خریداری کرد. پس از شهریور ۱۳۲۰ و کناره‌گیری رضا شاه، پسران جعفرقلی خان (محمدتقی و سهراب) این پول را به مجلس برگرداندند و ابراز تأسف کردند که مباشر آن‌ها از مجلس پولی گرفته و در نامه‌ای به حاج محتشم‌السلطنه اسفندیاری رئیس مجلس شورای ملی نوشتند:

«البته سابقه آزادی‌خواهی خانواده اسعد و خدمتگزاری آنها به مشروطیت با این عمل مباینت داشته ولی در آن تاریخ ما نمی‌توانستیم اظهار وجودی بکنیم. استدعا می‌کنیم اشیاء نامبرده را به عنوان هدیه ناقابل خانواده اسعد و یادگار خدمات صادقانه مرحوم جعفر قلی اسعد به مشروطیت ایران قبول و ما را به اعطاء این افتخار مرهون و سرافراز فرمایند و اجازه فرمایند به اشیاء نامبرده پلاکی را که تهیه شده است و نشانه قبول خدمات مرحوم اسعد به مجلس شورای ملی است، نصب کنند».

روی پلاک نوشته بود: «به یادگار خدمات مرحوم جعفرقلی اسعد بختیاری به آزادی و مشروطیت تقدیم مجلس ملی گردید».